# Corsley Edwards
Corsley Edwards (ur. 5 marca 1979 w Baltimore) – amerykański koszykarz występujący na pozycji środkowego, a po zakończeniu kariery zawodniczej trener koszykarski.
W sezonie 2011/2012 grał w Anwilu Włocławek.

## Życiorys
Edwards jest absolwentem uczelni Central Connecticut State. Następnie grał w ligach amerykańskich (USBL, CBA). W 2003 przeniósł się do Europy, a ściślej do Włoch, gdzie grał w drugoligowym zespole z Ferrary. W następnym sezonie również grał w Lega2, tym razem w Gloria Due Montecatini. W obu tych klubach miał średnie na poziomie 15 punktów i 8 zbiórek na mecz.
W sezonie 2004/2005 zadebiutował na parkietach NBA w New Orleans Hornets, mimo iż dwa lata wcześniej został wybrany w drugiej rundzie draftu przez Sacramento Kings, ale nie zagrał wówczas ani jednego meczu. W Nowym Orleanie grał krótko, od grudnia 2004 do stycznia 2005. Notował średnio 2,7 punktu i 2,5 zbiórki w 11 minut gry, na skuteczności 32% z gry (10/31 za 2, 7/12 za 1). Dokończył sezon w tureckim Fenerbahce Stambuł (śr. 12 pkt., 7 zb.).

Później reprezentował barwy Grenady w hiszpańskiej ACB (średnio 10 punktów i 3 zbiórki). W obu tych klubach był liderem swojej drużyny. W sezonie 2008/2009 występował w Puerto Rico, Zjednoczonych Emiratach Arabskich oraz Chinach, gdzie notował średnio 37 punktów i 12 zbiórek.
W sezonie 2009/2010 grał w Chinach, Egipcie oraz w Stanach Zjednoczonych w D-League. Kolejny rok spędził w chorwackim klubie KK Cedevita Zagrzeb, z którym wywalczył trzecie miejsce w Eurocup. W latach 2011-2012 zawodnik Anwilu Włocławek.

## Osiągnięcia
Na podstawie, o ile nie zaznaczono inaczej.
NCAA
- Uczestnik turnieju NCAA (2000, 2002)
- Mistrz:
  - turnieju konferencji Northeast (NEC – 2000, 2002)
  - sezonu zasadniczego konferencji NEC (2000, 2002)
- Zawodnik roku konferencji Northeast (2002)[2]
- Zaliczony do:
  - I składu:
    - NEC (2001, 2002)
    - najlepszych nowo-przybyłych zawodników konferencji NEC (1999)

  - Honorable Mention All-America Team (2002 przez AP)
  - Galerii Sław Sportu Konferencji Northeast (NEC Hall of Fame)[3]

Pro
- Mistrz:
  - CBA (2005)
  - Bośni i Hercegowiny (2013)
- Zdobywca Pucharu Bośni i Hercegowiny (2013)
- Finalista Superpucharu Hiszpanii (2005)[4]
- 3. miejsce podczas rozgrywek Eurocup (2011)

Indywidualne
- MVP:
  - finałów CBA (2005)
  - Meczu Gwiazd PLK (2012)[5]
- Uczestnik Meczu Gwiazd CBA (2003)
- Debiutant Roku USBL (2002)
- Zaliczony do:
  - I składu debiutantów:
    - USBL (2002)
    - CBA (2003)

  - II skład PLK (2012)[6]

## Statystyki
| Sezon     | Drużyna | M  | S5 | MPG  | FG% | 3P% | FT% | RPG | APG | SPG | BPG | PPG  |
| --------- | ------- | -- | -- | ---- | --- | --- | --- | --- | --- | --- | --- | ---- |
| 2011/2012 | Anwil   | 35 | 29 | 25,4 | 54% | 0%  | 71% | 5,8 | 0,9 | 1,0 | 0,8 | 14,7 |